# یواس‌اس هیواسی (ای‌اوجی-۲۹)
یواس‌اس هیواسی (ای‌اوجی-۲۹) (به انگلیسی: USS Hiwassee (AOG-29)) یک کشتی بود که طول آن 220 ft 6 in بود. این کشتی در سال ۱۹۴۴ ساخته شد.